# Jorge Torres Nilo
Jorge Emmanuel Torres Nilo, född 16 januari 1988, är en mexikansk fotbollsspelare som spelar för UANL.
Torres Nilo var med i Mexikos trupp vid fotbolls-VM 2010 och Confederations Cup 2013. Han var även med och vann CONCACAF Gold Cup 2011 och 2015.